# Freestyle-Skiing-Weltcup 2000/01
Die Saison 2000/01 des von der FIS veranstalteten Freestyle-Skiing-Weltcups begann am 12. August 2000 in Mount Buller (Australien) und endete am 11. März 2001 in Himos (Finnland). Ausgetragen wurden Wettbewerbe in den Disziplinen Aerials (Springen), Moguls (Buckelpiste) und Dual Moguls (Parallel-Buckelpiste). Höhepunkt der Saison war die Weltmeisterschaft 2001 vom 16. bis 21. Januar in Whistler (Kanada).

## Abkürzungen
- AE = Aerials
- MO = Moguls
- DM = Dual Moguls

## Männer

### Weltcupwertungen
| Rang | Name                      | Punkte |
| ---- | ------------------------- | ------ |
| 1    | Mikko Ronkainen           | 92     |
| 2    | Eric Bergoust             | 91     |
| 3    | Janne Lahtela             | 90     |
| 3    | Vereinigte Staaten        | 90     |
| 5    | Dsmitryj Daschtschynski   | 89     |
| 6    | Pierre-Alexandre Rousseau | 88     |
| 7    | Steve Omischl             | 87     |
| 8    | Andy Capicik              | 85     |
| 9    | Nicolas Fontaine          | 83     |
| 10   | Richard Gay               | 81     |

| Rang | Name                    | Punkte |
| ---- | ----------------------- | ------ |
| 1    | Eric Bergoust           | 456    |
| 1    | Joe Pack                | 452    |
| 3    | Dsmitryj Daschtschynski | 444    |
| 4    | Steve Omischl           | 436    |
| 5    | Andy Capicik            | 424    |
| 6    | Nicolas Fontaine        | 416    |
| 7    | Aljaksej Hryschyn       | 384    |
| 8    | Christian Rijavec       | 380    |
| 9    | Bryan Currutt           | 372    |
| 9    | Jerry Grossi            | 372    |

| Rang | Name                      | Punkte |
| ---- | ------------------------- | ------ |
| 1    | Mikko Ronkainen           | 460    |
| 2    | Janne Lahtela             | 448    |
| 3    | Pierre-Alexandre Rousseau | 440    |
| 4    | Richard Gay               | 404    |
| 5    | Ryan Riley                | 392    |
| 5    | Stéphane Rochon           | 392    |
| 7    | Evan Dybvig               | 372    |
| 8    | Toby Dawson               | 336    |
| 9    | Travis Ramos              | 324    |
| 10   | Grégory Lecaillon         | 312    |

### Podestplätze
| Datum                                                  | Ort            | Disz. | 1. Platz                | 2. Platz                  | 3. Platz                  |
| ------------------------------------------------------ | -------------- | ----- | ----------------------- | ------------------------- | ------------------------- |
| 12.08.2000                                             | Mount Buller   | AE    | Eric Bergoust           | Jerry Grossi              | Steve Omischl             |
| 13.08.2000                                             | Mount Buller   | AE    | Eric Bergoust           | Aleš Valenta              | Andy Capicik              |
| 02.12.2000                                             | Whistler       | AE    | Joe Pack                | Eric Bergoust             | Steve Omischl             |
| 14.12.2000                                             | Tignes         | MO    | Janne Lahtela           | Sami Mustonen             | Tapio Luusua              |
| 06.01.2001                                             | Deer Valley    | AE    | Nicolas Fontaine        | Jeff Bean                 | Joe Pack                  |
| 07.01.2001                                             | Deer Valley    | MO    | Mikko Ronkainen         | Evan Dybvig               | Janne Lahtela             |
| 12.01.2001                                             | Mont Tremblant | MO    | Janne Lahtela           | Evan Dybvig               | Cédric Regnier-Lafforgue  |
| 13.01.2001                                             | Mont Tremblant | AE    | Nicolas Fontaine        | Dsmitryj Daschtschynski   | Aljaksej Hryschyn         |
| 16. bis 21. Januar 2001: Weltmeisterschaft in Whistler |                |       |                         |                           |                           |
| 27.01.2001                                             | Sunday River   | AE    | Dsmitryj Daschtschynski | Joe Pack                  | Eric Bergoust             |
| 28.01.2001                                             | Sunday River   | MO    | Travis Ramos            | Jonny Moseley             | Arttu Leppaluoto          |
| 03.02.2001                                             | Inawashiro     | MO    | Janne Lahtela           | Pierre-Alexandre Rousseau | Travis Cabral             |
| 10.02.2001                                             | Iizuna Kōgen   | DM    | Stéphane Rochon         | Yugo Tsukita              | Yusuke Kitamura           |
| 11.02.2001                                             | Iizuna Kōgen   | MO    | Mikko Ronkainen         | Pierre-Alexandre Rousseau | Toby Dawson               |
| 10.03.2001                                             | Himos          | AE    | Aljaksej Hryschyn       | Steve Omischl             | Christian Rijavec         |
| 11.03.2001                                             | Himos          | MO    | Toby Dawson             | Mikko Ronkainen           | Pierre-Alexandre Rousseau |

## Frauen

### Weltcupwertungen
| Rang | Name            | Punkte |
| ---- | --------------- | ------ |
| 1    | Jacqui Cooper   | 98     |
| 2    | Kari Traa       | 97     |
| 3    | Ala Zuper       | 94     |
| 4    | Xu Nannan       | 89     |
| 4    | Aiko Uemura     | 89     |
| 6    | Veronika Bauer  | 88     |
| 6    | Hannah Hardaway | 88     |
| 8    | Jennifer Heil   | 86     |
| 9    | Alisa Camplin   | 85     |
| 10   | Emily Cook      | 82     |

| Rang | Name              | Punkte |
| ---- | ----------------- | ------ |
| 1    | Jacqui Cooper     | 492    |
| 1    | Ala Zuper         | 468    |
| 3    | Xu Nannan         | 444    |
| 4    | Veronika Bauer    | 440    |
| 5    | Alisa Camplin     | 424    |
| 6    | Emily Cook        | 412    |
| 7    | Hilde Synnøve Lid | 388    |
| 8    | Brenda Petzold    | 376    |
| 9    | Deidra Dionne     | 372    |
| 9    | Evelyne Leu       | 372    |

| Rang | Name              | Punkte |
| ---- | ----------------- | ------ |
| 1    | Kari Traa         | 484    |
| 2    | Aiko Uemura       | 444    |
| 3    | Hannah Hardaway   | 440    |
| 4    | Jennifer Heil     | 428    |
| 5    | Minna Karhu       | 408    |
| 6    | Kathleen Allais   | 396    |
| 7    | Margarita Marbler | 376    |
| 8    | Jelena Worona     | 372    |
| 9    | Shannon Bahrke    | 356    |
| 10   | Maria Despas      | 352    |

### Podestplätze
| Datum                                                  | Ort            | Disz. | 1. Platz        | 2. Platz        | 3. Platz          |
| ------------------------------------------------------ | -------------- | ----- | --------------- | --------------- | ----------------- |
| 12.08.2000                                             | Mount Buller   | AE    | Jacqui Cooper   | Veronika Bauer  | Natalja Orechowa  |
| 13.08.2000                                             | Mount Buller   | AE    | Jacqui Cooper   | Alisa Camplin   | Veronika Bauer    |
| 02.12.2000                                             | Whistler       | AE    | Ala Zuper       | Deidra Dionne   | Jacqui Cooper     |
| 14.12.2000                                             | Tignes         | MO    | Kari Traa       | Aiko Uemura     | Bérénice Grégoire |
| 06.01.2001                                             | Deer Valley    | AE    | Evelyne Leu     | Jacqui Cooper   | Emily Cook        |
| 07.01.2001                                             | Deer Valley    | MO    | Hannah Hardaway | Kari Traa       | Minna Karhu       |
| 12.01.2001                                             | Mont Tremblant | MO    | Kari Traa       | Jennifer Heil   | Margarita Marbler |
| 13.01.2001                                             | Mont Tremblant | AE    | Ala Zuper       | Xu Nannan       | Hilde Synnøve Lid |
| 16. bis 21. Januar 2001: Weltmeisterschaft in Whistler |                |       |                 |                 |                   |
| 27.01.2001                                             | Sunday River   | AE    | Jacqui Cooper   | Ala Zuper       | Evelyne Leu       |
| 28.01.2001                                             | Sunday River   | MO    | Kari Traa       | Tae Satoya      | Hannah Hardaway   |
| 03.02.2001                                             | Inawashiro     | MO    | Kari Traa       | Aiko Uemura     | Shannon Bahrke    |
| 10.02.2001                                             | Iizuna Kōgen   | DM    | Tami Bradley    | Ann Battelle    | Kari Traa         |
| 11.02.2001                                             | Iizuna Kōgen   | MO    | Kari Traa       | Hannah Hardaway | Aiko Uemura       |
| 10.03.2001                                             | Himos          | AE    | Xu Nannan       | Jacqui Cooper   | Ala Zuper         |
| 11.03.2001                                             | Himos          | MO    | Hannah Hardaway | Aiko Uemura     | Jennifer Heil     |

## Nationencup
| Rang | Land               | Punkte |
| ---- | ------------------ | ------ |
| 1    | Vereinigte Staaten | 1622   |
| 2    | Kanada             | 1352   |
| 3    | Frankreich         | 0506   |
| 4    | Finnland           | 0497   |
| 5    | Japan              | 0389   |
| 6    | Australien         | 0382   |
| 7    | Russland           | 0322   |
| 8    | Belarus            | 0314   |
| 9    | Norwegen           | 0290   |
| 10   | Schweiz            | 0275   |

| Rang | Land               | Punkte |
| ---- | ------------------ | ------ |
| 1    | Vereinigte Staaten | 927    |
| 2    | Kanada             | 775    |
| 3    | Finnland           | 415    |
| 4    | Frankreich         | 342    |
| 5    | Belarus            | 220    |
| 6    | Japan              | 161    |
| 7    | Russland           | 103    |
| 8    | Österreich         | 093    |
| 9    | Tschechien         | 070    |
| 10   | Deutschland        | 066    |

| Rang | Land                | Punkte |
| ---- | ------------------- | ------ |
| 1    | Vereinigte Staaten  | 695    |
| 2    | Kanada              | 577    |
| 3    | Australien          | 342    |
| 4    | Schweiz             | 239    |
| 5    | Norwegen            | 233    |
| 6    | Japan               | 228    |
| 7    | Russland            | 219    |
| 8    | Volksrepublik China | 181    |
| 9    | Frankreich          | 164    |
| 10   | Belarus             | 094    |